# Distretto di Bahşılı
Il distretto di Bahşılı (in turco Bahşılı ilçesi) è uno dei distretti della provincia di Kırıkkale, in Turchia.